# Siocon
Siocon est une localité de la province de Zamboanga du Nord, aux Philippines. En 2015, elle compte 46 907 habitants.